# Junshirō Kobayashi
Junshirō Kobayashi (Japans: 小林 潤志郎, Kobayashi Junshirō) (Hachimantai, 11 juni 1991) is een Japans schansspringer. Hij heeft drie zeges in de FIS Summer Grand Prix op zijn naam staan.

## Carrière
Kobayashi maakte op 27 november 2011 zijn debuut in zowel een individuele wereldbeker als in een landenwedstrijd op wereldbekerniveau. In de landenwedstrijd pakte hij met Japan direct een tweede plaats.  In 2015 behaalde hij voor het eerst een zege in de FIS Summer Grand Prix, en wel op de grote schans te Almaty in Kazachstan. 
In de FIS Summer Grand Prix van 2017 werd hij derde in de eindklassering, met twee zeges in individuele wedstrijden. Deze goede lijn wist hij door te trekken naar de eerste wereldbekerwedstrijd van het seizoen 2017/2018 in het Poolse Wisła: een tweede plaats achter Stefan Kraft in de kwalificatie, een vierde plek met het Duitse team in de landenwedstrijd en uiteindelijk de zege in de individuele wedstrijd. Dit was zijn eerste wereldbekerzege, vóór Kamil Stoch en Stefan Kraft.
In 2018 nam Kobayashi deel aan de Olympische Winterspelen. In Pyeongchang eindigde Kobayashi 31e op de individuele schans en 24e op de grote schans.

## Resultaten

### Olympische Winterspelen
| Jaar | Plaats      | Resultaten                          |
| ---- | ----------- | ----------------------------------- |
| 2018 | Pyeongchang | 31e normale schans 24e grote schans |

### Wereldkampioenschappen
| Jaar | Plaats  | Resultaten                         |
| ---- | ------- | ---------------------------------- |
| 2015 | Falun   | 25e HS100 13 HS134 4e Team HS134   |
| 2019 | Seefeld | 17e HS109 · 17e HS130 · Team HS130 |

### Wereldbeker
Eindklasseringen
| Seizoen   | Algm | SV  | 4S  | RAW |
| --------- | ---- | --- | --- | --- |
| 2011/2012 | 52e  | -   | 46e |     |
| 2012/2013 | 60e  | -   | -   |     |
| 2014/2015 | 44e  | 38e | 41e |     |
| 2015/2016 | 61e  | -   | 54e |     |
| 2016/2017 | 54e  | -   | -   | 54e |
| 2017/2018 | 11e  | 14e | 4e  | 16e |
| 2018/2019 | 19e  | 23e | 25e | 19e |
| 2019/2020 | 30e  | 20e | 29e | 20e |

Wereldbekerzeges
| Datum                   | Plaats                  | Schans                  |
| Individuele wedstrijden | Individuele wedstrijden | Individuele wedstrijden |
| ----------------------- | ----------------------- | ----------------------- |
| 19 november 2017        | Wisła                   | HS134                   |

### Grand Prix
Eindklasseringen
| Jaar | Plaats |
| ---- | ------ |
| 2011 | 23e    |
| 2012 | 17e    |
| 2013 | 37e    |
| 2014 | 6e     |
| 2015 | 11e    |
| 2016 | 41e    |
| 2017 | Brons  |
| 2018 | 19e    |
| 2019 | 13e    |

Zeges
| Datum                   | Plaats                  | Schans                  |
| Individuele wedstrijden | Individuele wedstrijden | Individuele wedstrijden |
| ----------------------- | ----------------------- | ----------------------- |
| 13 september 2015       | Almaty                  | HS140                   |
| 26 augustus 2017        | Hakuba                  | HS140                   |
| 27 augustus 2017        | Hakuba                  | HS131                   |